# Oncopsis cinctifrons
Oncopsis cinctifrons är en insektsart som beskrevs av Léon Abel Provancher 1889. Oncopsis cinctifrons ingår i släktet Oncopsis och familjen dvärgstritar. Utöver nominatformen finns också underarten O. c. kootenensis.